# José de Anchieta (cineasta)
José de Anchieta Costa (Caruaru, 23 de fevereiro de 1948 - São Paulo, 23 de maio de 2019) foi um diretor, cenógrafo e figurinista de teatro, cinema, televisão e publicidade brasileiro.
José de Anchieta iniciou sua trajetória no final dos anos 60. Dirigiu um único filme para o cinema, Parada 88, o limite de alerta, um dos raros filmes de ficção científica brasileiros, e do qual foi também roteirista, além de cenógrafo e figurinista.

## Atuação em teatro
Como cenógrafo e figurinista Anchieta criou cenários e figurinos para diversas montagens do Teatro do Ornitorrinco, entre elas:
- 1989 - O Doente Imaginário, de Molière, sob a direção de Cacá Rosset
- 1991 - Sonho de uma Noite de Verão, de William Shakespeare, sob a direção de Cacá Rosset
- 1994 - A Comédia dos Erros, de William Shakespeare, sob a direção de Cacá Rosset
- 1998 - O Avarento, de Molière, sob a direção de Cacá Rosset - Produção do Teatro Popular do SESI
- 2000 - Scapino de Molière, para o Teatro do Ornitorrinco, sob a direção de Cacá Rosset
- 2006 - O Marido Vai à Caça, de Georges Feydeau, sob a direção de Cacá Rosset
- 2008 - A Megera Domada, de William Shakespeare, para o Teatro do Ornitorrinco, sob a direção de Cacá Rosset
- 2018 - Nem Princesas, Nem Escravas de Humberto Robles, para o Teatro do Ornitorrinco, sob a direção de Cacá Rosset

## Atuação no cinema e na televisão
Como diretor
- 1979 - Dinheiro vivo (telenovela)
- 1977 - Parada 88, o limite de alerta (cinema)

Como figurinista
- 1977 - Parada 88, o limite de alerta

Como cenógrafo
- 1977 - Parada 88, o limite de alerta
- 1975 - Intimidade
- 1971 - Um anjo mau

## Prêmios
- 1971 APCA - Associação Paulista de Críticos - Melhor Figurinista por O Evangelho Segundo Zebedeu
- 1971 Prêmio Padre Anchieta - TV Cultura de São Paulo - Melhor Diretor de Cinema por A Flauta das Vértebras
- 1973 Prêmio Jornal do Brasil - Melhor Diretor de Cinema por Reticências
- 1973 Prêmio Humberto Mauro - Melhor Diretor de Cinema por Reticências
- 1973 Prêmio do Festival de Cinema Científico do Rio de Janeiro - Melhor Diretor de Cinema por Reticências
- 1975 Prêmio Kikito de Ouro - Festival de Gramado - Melhor Diretor de Cinema por Ponto Final
- 1975 Prêmio Governador do Estado - Melhor Cenógrafo e Figurinista de Teatro por Lulu
- 1978 APCA - Associação Paulista de Críticos de Arte - Melhor Cenógrafo e Figurinista de Cinema por Parada 88 - O Limite de Alerta
- 1986 Festival Internacional de Cinema e TV de New York - Melhor Diretor por Teatrônico
- 1990 APCA - Associação Paulista dos Críticos de Arte - Melhor Figurinista por O Doente Imaginário'
- 1992 APCA - Associação Paulista dos Críticos de Arte - Melhor Figurinista por Sonho de uma Noite de Verão
- 1992 Prêmio Mambembe de Teatro - Melhor Figurinista por Sonho de uma Noite de Verão
- 1994 Prêmio Mambembe de Teatro - Melhor Figurinista por A Comédia dos Erros
- 1995 Grand Prix - Triga de Ouro pelo conjunto de trabalhos - quadrienal de cenografia, costumes e arquitetura teatral - Praga / República Tcheca